# أحمد بناني (سياسي)
أحمد بناني (12 ديسمبر 1926 - 6 أغسطس 2009)، هو مسؤول حكومي مغربي تقلد مناصب عديدة، منها منصب والي لبنك المغرب (1989-1985).

## حياته
وُلد أحمد بناني، في 12 ديسمبر 1926 بمدينة فاس، وبعد نيله دبلوم المدرسة العليا للتجارة بباريس (1951)، وإجازة في الحقوق سنة 1952، ودبلوم خبير في المحاسبة (1954)، شغل الراحل خلال مساره المهني العديد من المناصب.
- شغل منصب مدير ديوان وزير الدولة، أحمد رضى أكديرة (1956)،
- ومدير المفتشية والمراقبة المالية بوزارة المالية (يناير1957)،
- ومدير ديوان وزير الدفاع (نونبر1957)، ثم مديرا للوكالات المالية (1959).
- شغل أيضا مناصب الكاتب العام بوزارة المالية (1961)،
- وكاتب الدولة بوزارة التجارة والصناعة والمعادن والملاحة التجارية (1963)[1]،
- وكاتب دولة في الديوان الملكي مكلف بالشؤون الاقتصادية (1965)،
- وكاتب دولة في الشؤون الاقتصادية لدى الوزير الأول (1967-1968).[2]
- مديرا عاما لصندوق الإيداع والتدبير (1965-1966).
- عين سنة 1968 نائبا لوالي بنك المغرب[3]،
- والي لبنك المغرب (فاتح أبريل 1985 - سبتمبر 1989).[4]
- منصب نائب رئيس البنك الوطني للإنماء الاقتصادي والبنك المغربي للتجارة الخارجية والبنك الشعبي المركزي، وهو أيضا عضو مؤسس لجمعية الأبناك المركزية الإفريقية، وجمعية الأبناك المركزية العربية، ولصندوق النقد العربي.

## وفاته
توفي يوم الخميس 6 أغسطس 2009 بمدينة الرباط، عن عمر يناهز 83 سنة. ووري الثرى يوم الجمعة، في الدارالبيضاء.

## جوائز واوسمة
- وشح سنة 1970 بوسام العرش من درجة ضابط.
- جري توشيحه سنة 1987 بوسام العرش من درجة قائد.